# Wilhelm Geiger (Sprachwissenschaftler)
Wilhelm Ludwig Geiger (* 21. Juli 1856 in Nürnberg; † 2. September 1943 in Neubiberg) war ein deutscher Indologe und Iranist. Er wirkte als Hochschullehrer in Erlangen und München.

## Leben und Werk
Wilhelm Geiger wurde als Sohn eines Pfarrers 1856 in Nürnberg geboren. Er studierte klassische und orientalische Philologie in Erlangen bei Friedrich Spiegel und trat im Wintersemester 1873/74 der christlichen Studentenverbindung Uttenruthia bei. 1876 promovierte er über Die Pehleviversion des Ersten Capitels des Vendidâd. Im Anschluss daran war Geiger als Lehrkraft an einem Gymnasium in Neustadt a.d.H. tätig. 1882 wurde sein wissenschaftliches Hauptwerk im Bereich der Iranistik, die Ostiranische Kultur im Altertum veröffentlicht. 1884 wechselte Geiger in der Funktion als Studienlehrer vom Gymnasium Speyer an das Maximiliansgymnasium in München, an dem er Deutsch, Latein, Griechisch und Erdkunde unterrichtete. Vom 25. April 1888 bis zum Schuljahresende erhielt er Diensturlaub zu einer wissenschaftlichen Reise nach England. Ab dem Wintersemester 1888/89 bereits Privatdozent in München, wurde er 1891 zum o. Professor der indogermanischen Sprachwissenschaft an der philosophischen Fakultät der Universität Erlangen ernannt. 1896 folgte sein Grundriß der Iranischen Philologie. Bis ungefähr 1900 widmete sich Geiger hauptsächlich der Iranistik, später konzentrierte er sich vorwiegend auf die Indologie und unternahm mehrere Reisen nach Sri Lanka (damals Ceylon). Bis heute wichtig sind seine Übersetzungen der frühceylonesischen Chroniken Dīpavaṃsa und Mahāvaṃsa aus dem Pāḷi und seine Beiträge zur Erschließung dieser Sprache. 1920 folgte Geiger dem Ruf an die Universität München, wo er die Nachfolge von Ernst Kuhn antrat.
Geiger war u. a. auch Lehrer der hebräischen Sprache, a. o. Mitglied der kgl. bayerischen Akademie der Wissenschaften sowie national-liberales Mitglied der Bayerischen Abgeordnetenkammer von 1905 bis 1906. 1928 wurde er zum korrespondierenden Mitglied der British Academy gewählt.
Geigers Söhne aus erster Ehe mit Marie Plochmann, der Physiker Hans Geiger und der Klimatologe Rudolf Geiger waren ebenfalls bedeutende Wissenschaftler. In der Loewenichstraße in Erlangen erinnern Gedenktafeln an Wilhelm Geiger und seinen Sohn Hans.

## Auszeichnungen
Geiger war Ehrenmitglied der Deutschen Morgenländischen Gesellschaft, der American Oriental Society, der Société asiatique sowie der Royal Asiatic Society Großbritanniens und Irlands. Seit 1940 war er ordentliches Mitglied der Bayerischen Akademie der Wissenschaften. Er erhielt vom japanischen Kaiser 1935 die Gedenkmedaille zur buddhistischen 2500-Jahr-Feier verliehen.

## Publikationen
- Aogemadaĉâ, ein Pârsentractat in Pâzend, Altbaktrisch und Sanskrit, Erlangen, 1878. Digitalisat
- Ostiranische Kultur im Altertum. Erlangen 1882.
- Ceylon. Tagebuchblätter und Reiseerinnerungen. Kreidel, Wiesbaden 1898.
- mit Ernst Kuhn (Hrsg.): Grundriß der iranischen Philologie. Trübner, Straßburg 1895–1904.
- Maldivische Studien. 1900.
- Dipavamsa und Mahavamsa, die beiden Chroniken der Insel Ceylon. Deichert, Erlangen/Leipzig 1901.
- Dîpavamsa und Mahâvamsa und die geschichtliche Überlieferung in Ceylon. G. Boehme, Leipzig 1905.
- mit Magdalene Geiger: Pāli Dhamma vornehmlich in der kanonischen Literatur. Verlag der Bayerischen Akademie der Wissenschaften, München 1920.
- Adolf Friedrich Stenzler: Elementarbuch des Sanskrit. 2 Teile. 3., um einen Nachtrag vermehrte Auflage. De Gruyter, Berlin/Leipzig, 1923.
- Besprechung zu Heinrich Junker, Arische Forschungen. um 1930.
- Singhalesische Etymologien. Stephen Austin and Sons, Hertford 1936.
- Beiträge zur singhalesischen Sprachgeschichte. C.H. Beck, München 1942.
- Kleine Schriften zur Indologie und Buddhismuskunde. Hrsg. von Heinz Bechert. Steiner, Wiesbaden 1973.
- Die Reden des Buddha: Gruppierte Sammlung, Saṃyutta-nikāya. Aus dem Pālikanon übersetzt von Wilhelm Geiger, Nyānaponika Mahāthera, Hellmuth Hecker. Beyerlein-Steinschulte, Stammbach 1997, ISBN 3-931095-16-9.

## Publikationen in englischer Sprache
- The Age of the Avesta and Zoroaster, co-authored with Friedrich Spiegel, translated into English by Dārāb Dastur Peshotan Sanjānā, London 1886.
- Civilization of the eastern Iranians in ancient times, with an introduction on the Avesta religion, translated into English by Darab Dastur Peshotan Sanjana, London 1885–1886.
- Zarathushtra in the Gathas, and in the Greek and Roman classics, co-authored with Friedrich Heinrich Hugo Windischmann; translated into English by Dārāb Peshotan Sanjānā, Leipzig 1897.
- The Dīpavaṃsa and Mahāvaṃsa and their historical development in Ceylon, translated into English by Ethel M. Coomaraswamy, Colombo 1908.
- The Mahavamsa or the Great Chronicle of Ceylon, English translation assisted by Bode, Mabel Haynes, Pali Text Society, London 1912. (scan (Memento vom 20. Juni 2006 im Internet Archive))
- Maldivian Linguistic Studies, Colombo 1919.
- The Language of the Väddās, Calcutta 1935.
- A Grammar of the Sinhalese Language Colombo 1938.
- Pali Literature and Language, translated by Batakrishna Ghosh from the German original, Calcutta 1943. Revised by K. R. Norman under the title A Pali Grammar, Oxford 1994.
- Cūlavamsa : being the more recent part of the Mahāvamsa, English translation assisted by Christian Mabel Duff Rickmers, Colombo 1953.
- Culture of Ceylon in mediaeval times, edited by Heinz Bechert, Wiesbaden 1960.